# Torynorrhina chantrainei
Torynorrhina chantrainei är en skalbaggsart som beskrevs av Devecis 2005. Torynorrhina chantrainei ingår i släktet Torynorrhina och familjen Cetoniidae. Inga underarter finns listade i Catalogue of Life.